# Внешняя политика Армении

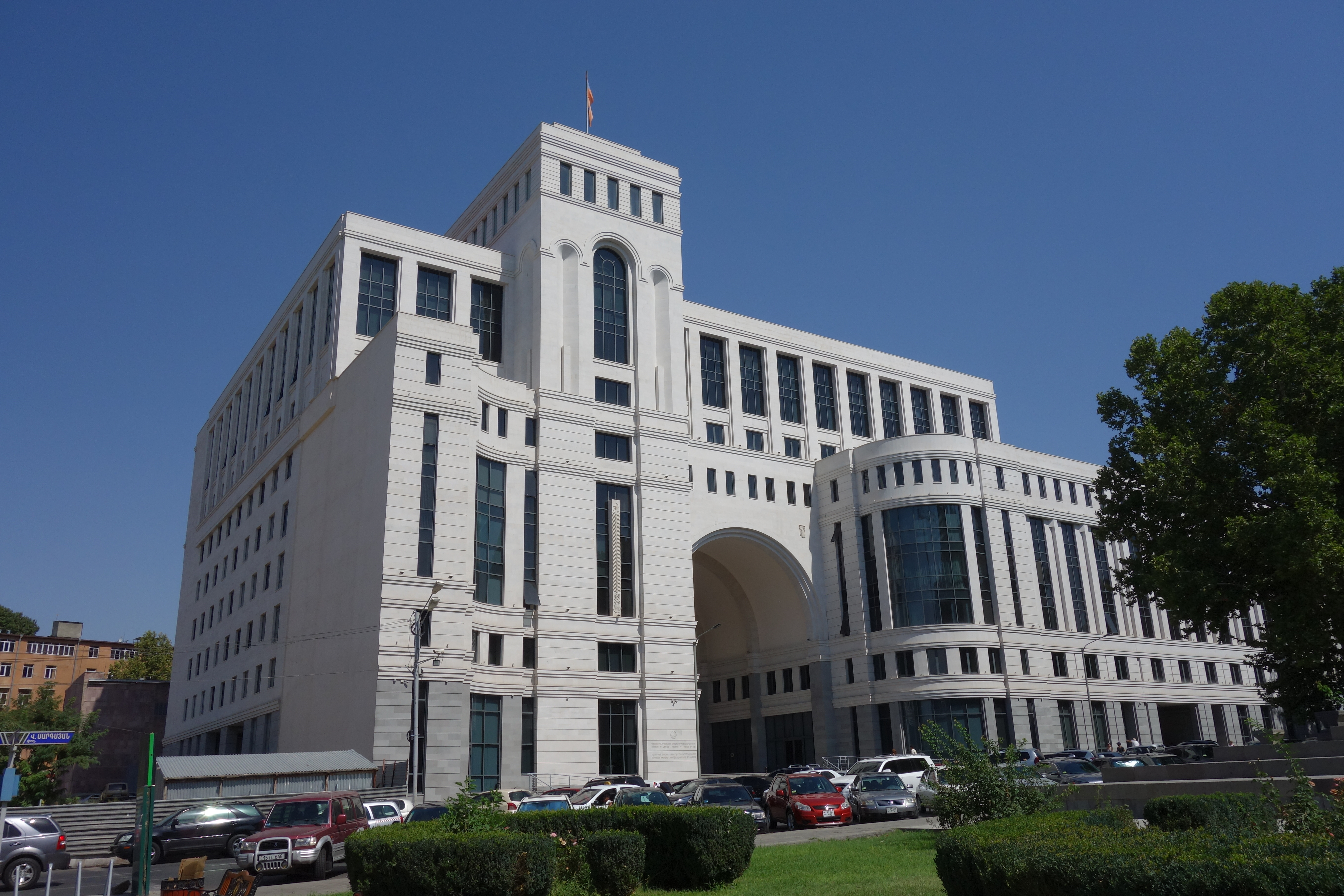
Здание Министерства иностранных дел Армении

Внешняя политика Армении характеризуется комплементаризмом. Армения поддерживает дружественные отношения со странами Запада, в том числе со странами Европейского Союза и Соединёнными Штатами Америки. Но в настоящее время Армения более поддерживает дружественные отношения с США, чем с Россией, так как Россия не помогла во времена Второй Карабахской войны и во времена столкновений между Азербайджаном и Армении
Позиция Армении относительно Нагорно-карабахского конфликта и признания геноцида армян стала причиной напряжённых отношений с двумя его соседями — Азербайджаном и Турцией.
Армения имеет дипломатические отношения со 172 государствами мира и является членом более чем 40 международных организаций, в том числе Организации Объединённых Наций, Совета Европы, СНГ, Организации по безопасности и сотрудничеству в Европе, ОДКБ, Евразийского экономического союза, Международного валютного Фонда и др.

## Международная деятельность

### Участие в международных организациях
- Армения является постоянным членом ОДКБ[3].
- Армения не состоит в НАТО, однако принимает участие в программе НАТО Партнёрство во имя мира и состоит в Совете евроатлантического партнерства, где осуществляет индивидуальные планы действий партнерства (ИПАП) — программы для стран, политики которых могут и желают углублять отношения с НАТО. Cooperative Best Effort exercise (где впервые была представлена Россия) прошёл на армянской территории в 2003 году.
- Официальные отношения между ЕС и Арменией начались в 1991 году, когда Армения получила независимость от Советского Союза. В 2002 году Европарламент объявил, что Армения потенциально может присоединиться к ЕС в будущем. Соглашение о всеобъемлющем и расширенном партнерстве между ЕС и Арменией было подписано в 2017 году. Армения является членом Парламентской ассамблеи Евронест, Совета Европы, Восточного партнерства ЕС и Энергетического сообщества. Офис Делегации Европейского Союза в Армении находится в Ереване. В Брюсселе находится представительство Армении в офисе ЕС. С 2013 года граждане ЕС пользуются безвизовым въездом в Армению. В 2017 году Армения начала переговоры о либерализации визового режима для граждан Армении, путешествующих в Шенгенскую зону ЕС. И Европарламент, и Совет Европы признали геноцид армян

### Признание геноцида армян
Армения проводит международную политику, направленную на признание геноцида армян, который официально признали  (согласно международному праву) и осудили:

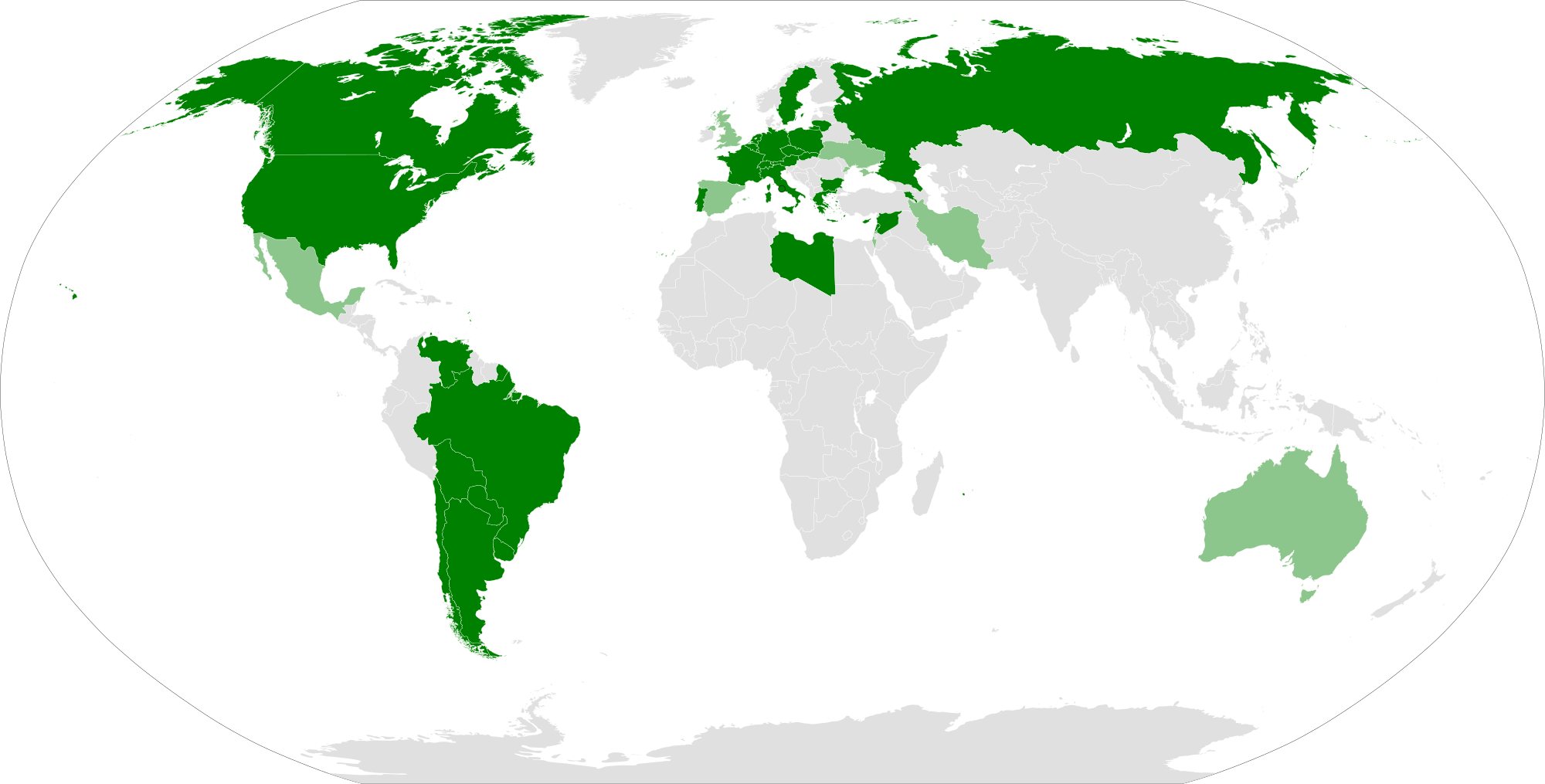
Карта государств, официально признавших геноцид армян. Светло-зеленым цветом выделены государства, где геноцид признан на уровне областей и/или муниципалитетов разных количеств

- Бразилия;
- Австралия (2009);
- Аргентина (2 закона, 5 резолюций[5][6]);
- Армения;
- Бельгия[7];
- Ватикан[8];
- Венесуэла[9];
- Германия[10][11];
- Греция[12];
- Италия[13];
- Канада (1996[14], 2002[15], 2004[16]);
- Кипр[17];
- Ливан[18];
- Литва[19];
- Нидерланды[20];
- Польша[21];
- Россия[22];
- Словакия[23];
- Уругвай (1965[24], 2004[25]);
- Франция (1998[26], 2000[27], 2001[28], 2006[29][30]);
- Чили[31];
- Швейцария[32][33] — Национальный совет (нижняя палата парламента);
- Швеция[34][35][36][37].

Геноцид армян признали регионы и провинции:
- Бразилия: штаты  Сан-Паулу, Сеара[38];
- Великобритания:  Северная Ирландия,  Уэльс[39],  Шотландия;
- Испания:  Страна Басков,  Каталония,  Балеарские острова — парламенты регионов признали геноцид армян[40][41][42];
- США: 49[43] из 50 штатов(кроме Вайоминга) официально признали и осудили геноцид армян, а также объявили 24 апреля Днём памяти жертв геноцида армянского народа. С конца 1970-х каждый год 24 апреля президенты США выступают с телеобращением к армянам Америки.

## Двусторонние отношения

### Австралия
Первые армяне переселились в Австралию в 1850-х годах во время золотой лихорадки.
Большинство прибыло в Австралию в 1960-х годах, начиная с армян Египта после прихода к власти Насера, а затем, в начале 1970-х, с Кипра после турецкой оккупации острова и с 1975 по 1992 год, в период гражданских беспорядков в Ливане.
Государственные связи между людьми увеличиваются, хотя они все еще скромны. В сентябре 2003 года достопочтенный Филипп Раддок посетил Армению в своем прежнем качестве министра иммиграции, мультикультурности и коренных народов Австралии. В октябре 2005 г. министр иностранных дел Армении Е.П. Вардан Осканян посетил Австралию.  В ноябре 2005 г. Армению посетил достопочтенный Джо Хоккей, член парламента, министр социальных служб.
Парламент Содружества Австралии отказывается признать массовое убийство армян в 1915 году геноцидом, хотя штат Новый Южный Уэльс и Южная Австралия приняли закон, признающий геноцид армян. Выборы в правительство Австралии 2007 года создали атмосферу, в которой оппозиционная лейбористская партия заявила, что будет настаивать на признании геноцида армян в австралийском парламенте, если лейбористы выиграют выборы.
В Австралии около 60 000 армян.
У Австралии есть консульство в Ереване.

### Австрия
У Армении есть посольство в Вене. У Австрии есть почетное консульство в Ереване.
В Австрии проживает около 6000 армян.
В 2015 году Австрия признала геноцид армян.
Постоянный представитель Армении при Организации по безопасности и сотрудничеству в Европе находится в Вене.

### Азербайджан
Два народа вели три войны в 1918—20 (армяно-азербайджанская война) и в 1988—94 годах (война в Нагорном Карабахе) в прошлом веке, последняя из которых закончилась временным соглашением о прекращении огня, подписанным в Бишкеке.  Между двумя странами нет официальных дипломатических отношений из-за прежней ситуации в Карабахе и победе Азербайджана в войне 2020 года (27 сентября—10 ноября).
В советский период многие армяне и азербайджанцы жили в относительном мире под советским железным кулаком.  Однако, когда Михаил Горбачев ввёл политику гласности и перестройки, большинство армян из Нагорно-Карабахской автономной области (НКАО) Азербайджанской ССР начали движение за объединение с Армянской ССР. В 1988 году карабахские армяне проголосовали за отделение и присоединение к Армении.  Это, наряду со спорадическими массовыми погромами армян в Азербайджане и массовыми погромами азербайджанцев в Армении и Нагорном Карабахе, привело к конфликту, который стал известен как нагорно-Карабахская война.  Насилие привело к фактическому контролю Арменией бывшей НКАО и семи прилегающих районов Азербайджана, который был фактически остановлен, когда три стороны согласились соблюдать перемирие, которое действует с мая 1994 года, а в конце 1995 года стороны также согласились на посредничество Минской группы ОБСЕ. Минская группа, сопредседателями которой являются США, Франция и Россия, включает Армению, Азербайджан, Турцию и несколько стран Западной Европы. Несмотря на прекращение огня, ежегодно происходит до 40 столкновений вдоль линий контроля Нагорного Карабаха.
Формально стороны все еще находятся в состоянии войны. Гражданам Армении, а также гражданам любой другой страны, имеющим армянское происхождение, запрещен въезд в Азербайджанскую Республику.  Если в паспорте человека есть свидетельства о поездке в Нагорный Карабах, ему запрещается въезд в Азербайджанскую Республику.
В 2008 году в ходе так называемых «Мардакертских столкновений 2008 года» между Арменией и Азербайджаном произошли столкновения из-за Нагорного Карабаха. Бои между тремя сторонами были короткими, с небольшими потерями с обеих сторон.
Граница между Арменией и Азербайджаном закрыта, а между государствами отсутствуют дипломатические отношения. По мнению Азербайджана Армения является государством-оккупантом, захватившим около 20% её территории (территории Нагорного Карабаха и семи прилегающих районов). Армения и Азербайджан ведут переговоры о статусе Нагорного Карабаха в рамках Минской группы ОБСЕ. В Баку часто повторяют, что если переговоры не дадут результатов, то Азербайджан готов вернуть неподконтрольные территории военными мерами. О необходимости новой войны в Карабахе говорят и многие депутаты парламента Азербайджана.
2 ноября 2008 года президентами Азербайджана, Армении и России была подписана декларация, касающаяся Карабахского конфликта. Лидеры трёх государств договорились совместно работать над оздоровлением ситуации на Кавказе.
Внешняя политика Азербайджана направлена на отстранение Армении от региональных проектов. В 2006 году в интервью арабоязычному телеканалу Аль-Джазира, Ильхам Алиев заявил, что Азербайджан ведёт политику, направленную на превращение Армении в энергетический и транспортный тупик.
Азербайджан отказывает во въезде гражданам Армении, а также гражданам других государств, имеющим армянское происхождение.
Армения совместно с Азербайджаном ведет переговоры о будущем статусе Нагорного Карабаха в составе Минской группы ОБСЕ. Хотя Армения, также как и другие государства-члены ООН, не признает независимость Нагорно-Карабахская Республики (НКР), она остается гарантом безопасности, ее главным экономическим партнером и единственным внешнеполитическим партнером для непризнанной республики.
12-16 июля 2020 года произошли столкновения на армяно-азербайджанской границе в области Тавуш Армении и Товузским районом Азербайджана. 27 сентября того же года возобновились бои в Нагорном Карабахе, ставшие самыми масштабными за последние годы. Армения, обе стороны объявили военное положение и мобилизовали мужское население. Столкновения длились до 10 ноября, когда главы России, Армении и Азербайджана приняли совместное заявление о прекращении огня в Нагорном Карабахе, согласно которому территории, которые за 44 дня были взяты под контроль Азербайджанской армии оставались на стороне Азербайджана, кроме того Кельбаджарский район передавался Азербайджану до 25 ноября, Агдамский район — до 20 ноября, а до 1 декабря — Лачинский район.
Согласно заявлению о прекращении огня от 10 ноября 2020 года, стороны договорились о разблокировке всех экономических и транспортных связей в регионе.
11 января 2021 года в Москве состоялась трехсторонняя встреча между Президентом России, Президентом Азербайджана и премьер-министром Армении, на которой лидеры подписали совместное заявление.

### Аргентина
Аргентина представлена в Армении через посольство в Ереване. У Армении есть посольство в Буэнос-Айресе. Парламент Аргентины признал геноцид армян. В стране проживает около 135 000 этнических армян.

### Бангладеш
Обе страны установили дипломатические отношения 11 ноября 1992 года. В столице Дакке есть небольшая община армян, район Арманитола был назван в честь армянской общины.

### Беларусь
В Минске есть посольство Армении. У Беларуси есть посольство в Ереване и почётное консульство в Гюмри.
Обе страны являются полноправными членами Евразийского союза.
В Беларусь проживает около 30 000 армян, в основном в Минске.
Постоянный представитель Армении в Содружестве Независимых Государств находится в Минске, Беларусь.

### Бельгия
У Армении есть посольство в Брюсселе. Бельгия представлена в Армении через посольство в Москве.
В Бельгии проживает около 8000 армян.
Бельгия признала геноцид армян в 1998 году.
Постоянный представитель Армении при НАТО находится в Брюсселе.

### Боливия
Обе страны установили дипломатические отношения 27 июля 1992 года. В 2014 году Боливия признала геноцид армян.

### Болгария
У Армении есть посольство в Софии и почётные консульства в Пловдиве и Варне. С 19 декабря 1999 г. у Болгарии есть посольство в Ереване.
Обе страны являются полноправными членами Организации Черноморского экономического сотрудничества.
В Болгарии проживает около 50 000 человек армянского происхождения.
В 2015 году Болгария признала геноцид армян.

### Бразилия
У Армении есть посольство в Бразилиа. У Бразилии есть посольство в Ереване. В 2015 году Бразилия признала геноцид армян. В Бразилии проживает от 80 000 до 100 000 человек армянского происхождения.

### Ватикан
У Армении есть посольство в Ватикане.
В 2000 году Ватикан признал геноцид армян.

### Великобритания
Великобритания признала Армению 31 декабря 1991 года.
Первое посольство Республики Армения в Европе было открыто в Лондоне в октябре 1992 года. С 1995 г. в Ереване действует посольство Великобритании.
Две страны поддерживают партнерские и дружеские отношения, однако Великобритания не признает геноцид армян, поскольку считает, что доказательства недостаточно ясны, чтобы соответственно рассматривать «ужасные события, которые коснулись армянского населения Османской империи в начале прошлого века «геноцидом по конвенции ООН 1948 года. Британское правительство заявляет, что «массовые убийства были ужасающей трагедией», и заявляет, что это было мнение правительства в тот период.  Уэльс, Шотландия и Северная Ирландия считают это геноцидом, а в Кардиффе, Уэльс, есть мемориал.
В Великобритании проживает около 20 000 армян, в основном в Большом Лондоне и Манчестере.

### Венесуэла
У Армении есть почетное консульство в Каракасе. Венесуэла представлена в Армении через свое посольство в Москве, Россия. В Венесуэле проживает около 4000 человек армянского происхождения. Парламент Венесуэлы признал геноцид армян.

### Венгрия
Армения была представлена в Венгрии через посольство в Вене (Австрия). Венгрия была представлена в Армении через посольство в Тбилиси (Грузия) и почетное консульство в Ереване.
В Венгрии проживает около 30 000 человек армянского происхождения.
Армянский - официальный язык меньшинства в Венгрии.
31 августа 2012 года Армения приостановила дипломатические отношения с Венгрией, в ответ на депортацию в Азербайджан Рамиля Сафарова, который был пожизненно осуждён в Венгрии за убийство топором военнослужащего Армении. Сразу после приезда в Азербайджан Рамиль Сафаров был помилован.

### Германия
У Армении есть посольство в Берлине и почетное консульство в Карлсруэ. У Германии есть посольство в Ереване.
Сегодня в Германии проживает от 90 000 до 110 000 армян.
Германия признала геноцид армян в 2005 году.

### Греция
С момента обретения Арменией независимости две страны были партнерами в рамках международных организаций (ООН, ОБСЕ, Совет Европы, ОЧЭС), в то время как Греция твердо поддерживает общественные программы, направленные на дальнейшее развитие отношений между ЕС и Арменией.
Непрерывные визиты на высшем уровне показали, что обе страны хотят и дальше повышать уровень дружбы и сотрудничества (Визит президента Армении Левона Тер-Петросяна в Грецию в 1996 году, визит президента Греческой Республики Костиса Стефанопулоса в 1999 году.  , визит президента Армении Роберта Кочаряна в Грецию в 2000 и 2005 годах и визит президента Греции Каролоса Папулиаса в Армению в июне 2007 года).
Греция после России является основным военным партнером Армении. Армянские офицеры проходят подготовку в греческих военных академиях, и Греция оказывает различную техническую помощь. С 2003 года армянский взвод дислоцируется в Косово в составе KFOR, где они действуют в составе греческого батальона KFOR.  По оценкам, в Греции проживает около 80 000 армян.
У Армении есть посольство в Афинах. У Греции есть посольство в Ереване.
Обе страны являются полноправными членами Совета Европы.
Греция была одной из первых стран, признавших независимость Армении 21 сентября 1991 года и одним из тех, которые официально признали геноцид армян. В июне 2007 года президент Греции Каролос Папульяс посетил Армению. По его словам «Армяно-греческие отношения положительно развиваются в сфере обороны, а также в области образования и многих других сферах».
Греция является вторым после России военным партнёром Армении и ближайшим союзником в НАТО. Каждый год несколько армянских офицеров проходят тренировку в Греции. Армении оказывается военная медико-материальная поддержка. В 2003 году две страны заключили договор о военной взаимопомощи, согласно которому планируется увеличить число армянских военнослужащих, проходящих подготовку в военных и военно-медицинских академиях города Афины.

### Грузия
У армян и грузин много общего. Обе являются древними христианскими цивилизациями со своими собственными алфавитами.  Оба используют термины «Апостольский» и «Православный» в полных названиях своих церквей. Они также используют термин «католикос» для обозначения своих церковных патриархов.  Однако, несмотря на все это, армяне и грузины, как правило, имели слабые отношения (временами они были связаны тесными узами, а иногда считали друг друга соперниками).
Сегодня отношения с Грузией имеют особое значение для Армении, потому что в условиях экономической блокады, введенной Турцией и Азербайджаном из-за продолжающегося нагорно-карабахского конфликта, Грузия предлагает Армении единственное наземное сообщение с Европой и доступ к ее портам на Черном море.  Однако из-за зависимости Армении от России и Грузии, обе из которых участвовали в войне 2008 года в Южной Осетии и в результате разорвали дипломатические и экономические отношения;  и поскольку 70% импорта Армении поступает через Грузию, особенно из России, которая ввела экономическую блокаду Грузии, Армения также косвенно пострадала от этой блокады. Развитие тесных отношений между Турцией и Грузией (таких как нефтепровод Баку-Тбилиси-Джейхан и Южно-Кавказский газопровод) также оказало давление на взаимоотношения. Например, 20 марта 2006 года посол Грузии в Армении Реваз Гачечиладзе заявил: "Мы сочувствуем братскому народу, но, принимая подобные решения, мы должны учитывать международную ситуацию. Когда придет время, Грузия сделает все в пределах возможного для признания геноцида армян международным сообществом, в том числе Грузией".
Однако армяно-грузинские отношения начали улучшаться.  10 мая 2006 года Армения и Грузия согласовали большую часть линий государственной границы между двумя странами.  В регионе Джавахети на юге Грузии проживает большая часть армянского населения.
У Армении есть посольство в Тбилиси и генеральное консульство в Батуми. У Грузии есть посольство в Ереване.
Сегодня в Грузии около 170 тысяч армян.
Из-за закрытых границ Армении с Турцией и Азербайджаном и отсутствия выхода к морю у Армении, Грузия играет важнейшую роль для Армении в плане экспорта и импорта различной продукции и товаров. Между Арменией и Грузией действует железная дорога по которой экспортируется большая часть армянских товаров.

### Дания
Армения представлена в Дании через посольство в Копенгагене, Дания. Дания представлена в Армении через свое посольство в Киеве, Украина и почётное консульство в Ереване. 26 января 2017 года парламент Дании принял резолюцию, осуждающую насилие со стороны Турции и массовые убийства армян во время геноцида армян. В Дании проживает около 3000 армян.

### Джибути
В октябре 2015 года министры иностранных дел двух стран встретились, чтобы обсудить установление дипломатических отношений и возможные пути развития двусторонних связей.  Обе страны официально установили дипломатические отношения 22 мая 2019 года в Организации Объединенных Наций.

### Евросоюз
Армения заявляла о намерениях в отношении европейской интеграции и декларировала вступление в ЕС долгосрочной целью. Армения участвует в программе «Европейской политики соседства» с 2004 года, а в «Восточном партнёрстве» — с момента его создания в 2009-м году.
Еще шесть лет назад глава делегации ЕС в Армении заявил, что в ближайшее время Армения и ЕС достигнут визовой либерализации. Это предусмотрено также Соглашением о всеобъемлющем и расширенном партнерстве, заключенным Арменией с Евросоюзом в 2017 году. Однако в течение многих лет в вопросе либерализации визового режима не зафиксировано существенного прогресса.

### Египет
У Египта есть посольство в Ереване. У Армении есть посольство в Каире. В Египте проживает около 6000 армян.

### Израиль
С момента обретения независимости Армения получила поддержку Израиля и сегодня остается одним из его основных торговых партнеров.  Хотя обе страны имеют дипломатические отношения, ни одна из них не имеет посольства в другой стране.  Вместо этого Эхуде Моше Эйтам, посол Израиля в Армении, находится в Тбилиси, Грузия, и дважды в месяц посещает Ереван. Израиль признал 24 армян праведниками народов мира за то, что они рисковали своей жизнью, спасая евреев во время Холокоста.
У Израиля есть почетное консульство в Ереване. У Армении есть посольство в Тель-Авиве и почетное консульство в Иерусалиме.
В Израиле проживает от 3 000 до 10 000 армян.
Один из четырех кварталов Старого города (Иерусалима) известен как армянский квартал.
Армения и Израиль установили дипломатические отношения, однако не имеют посольств друг у друга. Вместо этого посол Израиля в Армении находится в Тбилиси (Грузия) и посещает Ереван два раза в месяц, а посол Армении в Израиле находится во Франции. В 2019 году правительство Армении приняло решение об открытии посольства в Израиле, что и произошло в 2020 году.
Армения также признаёт Государство Палестина, тем самым не поддерживая территориальную целостность Израиля.
Армения имеет посольтво в Тель-Авиве. Израиль имеет почётное консульство в Ереване.

### Индия
С 1999 года у Армении есть посольство в Нью-Дели и два почетных консульства в Мумбаи и Ченнаи. У Индии есть посольство в Ереване. Правительство Индии финансирует ремонт школ в Лорийской области. В вузах Армении обучаются около 700 студентов-медиков. Армения признает Кашмир частью Индии, а не Пакистана. Армения поддерживает заявку Индии на постоянное место в СБ ООН.

### Иордания
Обе страны установили дипломатические отношения 18 июня 1996 года. Армению представляет консульство в столице страны Аммане. Сегодня в стране проживает от 3000 до 5000 армян.

### Ирак
Обе страны установили дипломатические отношения в 2000 году. У Армении есть посольство в Багдаде, а у Ирака - в Ереване. В 2015 году Армения объявила об открытии генерального консульства в Эрбиле, столице Курдистана. Сегодня, по оценкам, в Ираке проживает около 15 000 армян.
Армянский - официальный язык меньшинства в Ираке.

### Иран
Несмотря на религиозные и идеологические разногласия, отношения между Арменией и Исламской Республикой Иран остаются теплыми, а Армения и Иран являются стратегическими партнерами в регионе.  Армению и Иран связывают культурные и исторические связи, насчитывающие тысячи лет. Между двумя странами нет пограничных споров, и армянское христианское меньшинство в Иране пользуется официальным признанием. Особое значение имеет сотрудничество в области энергетической безопасности, которое снижает зависимость Армении от России и может в будущем также поставлять иранский газ в Европу через Грузию и Черное море. У Армении есть посольство в Тегеране. У Ирана есть посольство в Ереване. По оценкам, в Иране проживает 200 000 армян.
В условиях блокады границ Армении со стороны Турции и Азербайджана, короткая граница с Ираном имеет для Армении важное значение. Действующей железной дороги между Арменией и Ираном в настоящее время нет. Существуют проекты и договоренности о её строительстве.
В мае 2004 г. был подписан основной контракт по строительству газопровода Иран-Армения. 19 марта 2007 года произошло торжественное открытие газопровода в присутствии президентов Армении Роберта Кочаряна и Ирана Махмуда Ахмадинежада. Сразу же после открытия обсуждалась возможность строительства второй нитки газопровода. На первом этапе Иран должен поставлять в Армению 1,1 млрд м³ природного газа ежегодно, а с 2019 года — по 2,3 млрд. Договор заключён сроком на 20 лет. Стоимость проекта оценивается в 200—250 млн долл. Первый этап предусматривает строительство 100-км газопровода по иранской территории и 41 км по армянской (Мегри-Каджаран). На втором этапе будет сооружён трубопровод Каджаран-Сисиан-Джермук-Арарат.

### Ирландия
Ирландия признала независимость Армении в декабре 1991 года.
Армения представлена в Ирландии через свое посольство в Лондоне и через почётное консульство в Дублине. Ирландия представлена в Армении через свое посольство в Софии (Болгария) и через почетное консульство в Ереване.
Обе страны являются полноправными членами Совета Европы.
В Ирландии есть небольшая армянская община, в основном в Дублине.

### Испания
У Армении есть посольство в Мадриде и два почетных консульства в Валенсии и Барселоне. Испания представлена в Армении через посольство в Москве (Россия) и почетное консульство в Ереване.
Геноцид армян признали пять региональных парламентов Испании, включая Балеарские острова, Арагон, Наварру, Страну Басков и Каталонию, а также 29 муниципалитетов.
В Испании проживает около 80 000 армян.
Обе страны являются полноправными членами Совета Европы.

### Италия
У Армении есть посольство в Риме и почётное консульство в Милане. У Италии есть посольство в Ереване и почетное консульство в Гюмри.
Италия признала геноцид армян в 2000 году.
В Италии проживает около 4000 человек армянского происхождения.

### Казахстан
С 1992 года у Армении сначала было посольство в Алматы, а затем оно переехало в Астану. Казахстан имеет посольство в Ереване. Обе страны являются членами Евразийского союза. В Казахстане проживает 25000 человек армянского происхождения.

### Канада
У Армении есть посольство в Оттаве. Канада аккредитована в Армении через свое посольство в Москве, Россия и почётное консульство в Ереване. В 2004 году парламент Канады признал геноцид армян. В стране проживает около 65 000 армян.

### Катар
Обе страны установили дипломатические отношения 5 ноября 1997 года. Приблизительно 5 500 армян проживают в Катаре, в основном в столице Дохе. У Армении есть посольство в Дохе.

### Кипр
Кипр был второй страной, признавшей геноцид армян 24 апреля 1975 года.
Армения представлена на Кипре через посольство в Афинах (Греция). Кипр представлен в Армении через посольство в Москве (Россия) и через почётное консульство в Ереване.
На Кипре проживает более 3.500 человек армянского происхождения.
Армянский - официальный язык меньшинства на Кипре.
Ваан Ованесян из Армянской Революционной Федерации посетил Кипр 24 января 2001 г., чтобы принять участие в праздновании 110-летия Федерации.
Обе страны являются полноправными членами Совета Европы.
Кипр был сторонником Армении в ее борьбе за признание Геноцида армян, экономической стабильности и урегулирования нагорно-карабахского конфликта, с уважением к волеизъявлению населения НКР. Армения же выступает за единый Кипр после турецкого вторжения в 1974 году и поддерживает мирное решение кипрского конфликта. Кипр также открыто выступает за евроинтеграцию Армении. Сегодня отношения между Арменией и Кипром включают сотрудничество в сферах торговли, военной сфере, разведывательных служб, внешней политики и культуры.

### Китай
Китай признал Армению 21 декабря 1991 года. У Армении есть посольство в Пекине. У Китая есть посольство в Ереване. С момента установления дипломатических отношений культурный обмен является важным компонентом двусторонних отношений, поскольку обе страны признают важность  создавая прочный фундамент, основанный на их древней и богатой истории.

### Колумбия
Обе страны установили дипломатические отношения 22 декабря 1994 года. Город Армения, Колумбия, был переименован в честь Армении в память о жертвах Геноцида армян. В стране проживает 250 человек армянского происхождения.

### Кыргызстан
Обе страны установили дипломатические отношения в январе 1993 года протоколом. Армения представлена в Кыргызстане через свое посольство в Астане, Казахстан и почетное консульство в Бишкеке. Кыргызстан представлен в Армении через свое посольство в Москве, Россия и почетное консульство в Ереване.
Обе страны являются членами Содружества Независимых Государств, Организации Договора о коллективной безопасности и Зоны свободной торговли Содружества Независимых Государств.
В стране проживает около 1000 армян.

### Кувейт
В Кувейте есть посольство Армении, в Ереване - посольство Кувейта. В Кувейте проживает около 6000 человек армянского происхождения.

### Латвия
Армения представлена в Латвии через посольство в Вильнюсе (Литва). Латвия представлена в Армении через посла-нерезидента в Риге (при Министерстве иностранных дел) и через почётное консульство в Ереване.
В Латвии проживает около 5000 человек армянского происхождения.

### Ливан
Дипломатические отношения между Арменией и Ливаном были установлены 4 марта 1992 года.
Армяно-ливанские отношения очень дружеские. Ливан занимает восьмое место в мире по численности армянского населения, в стране проживает около 160 000 армян. Ливан - единственный член Лиги арабских государств, а тем более страны Ближнего Востока и исламского мира, признающий геноцид армян. Во время ливанской войны 2006 года Армения объявила, что отправит гуманитарную помощь в Ливан. По данным правительства Армении, 27 июля 2006 г. властям Ливана было передано неустановленное количество медикаментов, палаток и противопожарного оборудования.
Армянский язык является признанным языком меньшинства в Ливане.
У Армении есть посольство в Бейруте. Ливан имеет посольство в Ереване.

### Литва
У Армении есть посольство в Вильнюсе. У Литвы есть посольство в Ереване.
В Литве проживает около 2500 человек армянского происхождения.
Литва признала геноцид армян в 2005 году.

### Люксембург
Армения представлена в Люксембурге через посольство в Брюсселе (Бельгия) и почётное консульство в Люксембурге. У Люксембурга есть консульство в Ереване.
Люксембург признал Геноцид армян в 2015 году.

### Мальта
Армения представлена на Мальте через посольство в Риме. Мальта представлена в Армении через посольство в Варшаве и почетное консульство в Ереване.
На Мальте проживает около 500 армян.

### Мексика
У Армении есть посольство в Мехико.Мексика аккредитована в Армении посольством в Москве, Россия и Почетным консульством в Ереване. В Мексике проживает около 400 армян и несколько тысяч мексиканцев армянского происхождения.

### Молдова
У Армении есть посольство в Кишиневе. Молдова аккредитована в Армении в посольстве в Киеве, Украина.
В Молдове проживает около 8000 человек армянского происхождения.

### Новая Зеландия
Обе страны установили дипломатические отношения 6 июня 1992 года.
Армению представляет Новая Зеландия через посольство в Москве.
В Новой Зеландии есть небольшая армянская община, в основном в Окленде.

### Норвегия
Армения представлена в Норвегии через посольство в Копенгагене (Дания). У Норвегии есть почетное консульство в Ереване.
В Норвегии проживает около 2000 армян.

### Нидерланды
У Армении есть посольство в Гааге и почётное консульство в Хилверсюме. В 2020 году Нидерланды  открыли посольство в Ереване.
В Нидерландах проживает от 12 000 до 20 000 человек армянского происхождения.
Нидерланды признали геноцид армян в 2004 году.
Обе страны являются полноправными членами Совета Европы.
Обе страны занимают третье место в мире по объемам торговли алмазами и второе место по объемам торговли между странами. И Нидерланды, и Армения занимают ведущую долю в мире в алмазной отрасли.

### ОАЭ
Дипломатические отношения между Арменией и ОАЭ установлены 25 июня 1998 года.
У Армении есть посольство в Абу-Даби. У Объединенных Арабских Эмиратов есть посольство в Ереване.
В Объединенных Арабских Эмиратах проживает около 3500 человек армянского происхождения.

### Пакистан
Отношения между Арменией и Пакистаном плохи из-за разногласий между двумя странами. Главный вопрос - это нагорно-карабахский конфликт. Пакистан является крупным сторонником Азербайджана в нагорно-карабахском конфликте. Пакистан также не признает Армению, несмотря на то, что Армения признает Пакистан.  Пакистан не признает геноцид армян и утверждает, что во время войны было убито большое количество армян и мусульман.  Армения также поддерживает дружеские отношения с Индией, против чего решительно выступает Пакистан.
Пакистан не признаёт Армению. Высокопоставленные пакистанские чиновники объясняют это поддержкой Азербайджана в Нагорно-Карабахском вопросе. Это связано с тем, что Пакистан был склонен придавать Карабахскому конфликту религиозный оттенок, но при этом отвергал возможность силового решения конфликта.

### Парагвай
Обе страны установили дипломатические отношения 2 июля 1992 года. В 2015 году Парагвай признал геноцид армян.

### Перу
Перу признало Армению 26 декабря 1991 года. Перу представлена в Армении через свое посольство в Москве, Россия. В Перу проживает около 50 человек армянского происхождения.

### Польша
У Армении есть посольство в Варшаве. У Польши есть посольство в Ереване.
В Польше проживает около 50 000 армян.
Армянский язык является официальным языком меньшинства в Польше.
Польша признала геноцид армян в 2005 году.
Обе страны являются полноправными членами Совета Европы.

### Португалия
Армения представлена в Португалии через посольство в Риме (Италия) и почётные консульства в Лиссабоне и Порту. Португалия представлена в Армении через посольство в Москве (Россия) и почётное консульство в Ереване.
Португалия признала геноцид армян в 2019 году.
Одним из самых известных армян, проживавших в Португалии, был Калуст Гюльбенкян.  Он был богатым армянским бизнесменом и филантропом, который сделал Лиссабон штаб-квартирой своего бизнеса. Он основал международную благотворительную организацию «Фонд Галуста Гюльбенкяна» в Лиссабоне. Он также основал в Лиссабоне Музей Галуста Гюльбенкяна.

### Россия
Наиболее заметным недавним внешнеполитическим успехом Армении стал подписанный 29 августа договор с Россией о дружбе, сотрудничестве и взаимопомощи, в котором Москва обязалась защищать Армению в случае нападения третьей стороны. Россия является ключевым игроком в области региональной безопасности и оказалась для Армении ценным историческим союзником. Хотя он появился как реакция на поездку Алиева в США, договор, вероятно, давно находился в стадии разработки. Однако из более широкого контекста внешней политики Армении становится ясно, что - хотя Ереван приветствует российские гарантии безопасности - страна не желает полагаться исключительно на Москву или участвовать в конфронтации между российскими и возглавляемыми США альянсами в Закавказье.
У Армении есть посольство в Москве и генеральные консульства в Ростове-на-Дону и Санкт-Петербурге, а также почётные консульства в Калининграде и Сочи. У России есть посольство в Ереване и генеральное консульство в Гюмри.
Постоянный представитель Армении при Организации Договора о коллективной безопасности находится в Москве.
Россия признала геноцид армян в 1995 году.
Армения присоединилась к Евразийскому союзу под руководством России в 2015 году.
По оценкам, в России проживает от 2 500 000 до 2 900 000 миллионов армян.
Россия традиционно поддерживает хорошие экономические отношения с Арменией. Россия и Армения являются членами ЕврАзЭС и ОДКБ.
Товарооборот с Россией составляет около 20 % внешней торговли республики. Многие крупные армянские предприятия принадлежат российским государственным и частным компаниям.
Российской Федерации принадлежит Разданская ТЭС, снабжающая электричеством не только Армению, но и Иран и Грузию. РазТЭС, крупнейший потребитель российского газа в стране, в числе ещё нескольких армянских предприятий была передана России в 2002 году в счёт погашения государственного долга Армении в размере 93 млн долларов.
Российско-армянское сотрудничество в военной области направлено на обеспечение безопасности обоих государств. Армянские вооруженные силы участвуют в несении боевого дежурства в рамках Объединённой системы ПВО СНГ. На плановой основе осуществляется сотрудничество между министерствами обороны России и Армении.
На территории Армении дислоцируется 102-я российская военная база. Армянская сторона, в соответствии с армяно-российским межгосударственным договором, берет на себя также половину расходов российской базы. Сформирована объединённая российско-армянская войсковая группировка. Пограничная группа ФСБ России в Армении совместно с армянскими пограничниками несет охрану границ республики с Турцией и Ираном.

### Румыния
У Армении есть посольство в Бухаресте. У Румынии есть посольство в Ереване.
В Румынии проживает около 10 000 армян.
Армянский язык является официальным языком меньшинства в Румынии.

### Сирия
У Армении есть посольство в Дамаске, генеральное консульство в Алеппо и почетное консульство в Дер-эз-Зоре.
С 1997 года у Сирии есть посольство в Ереване.
В Сирии проживает около 150 000 человек армянского происхождения. Во время геноцида армян основные поля смерти армян находились в сирийской пустыне Дейр-эз-Зор. В 2015 году правительство Сирии признало Геноцид армян.

### Словакия
Армения представлена в Словакии через посольство в Праге (Чехия). Словакия имеет посольство в Ереване.
Обе страны являются полноправными членами Организации по безопасности и сотрудничеству в Европе и Совета Европы.
24–28 февраля 2008 г. министр иностранных дел Словакии Ян Кубиш посетил Армению с официальным визитом.
Словакия признала геноцид армян в 2004 году.

### Соединённые Штаты Америки
Распад Советского Союза в декабре 1991 года положил конец холодной войне и создал возможность для двусторонних отношений с новыми независимыми государствами, когда они начали политическую и экономическую трансформацию.
У Армении есть посольство в Вашингтоне, округ Колумбия, генеральное консульство в Лос-Анджелесе и почетные консульства в Чикаго, Фресно и Лас-Вегасе. У Соединенных Штатов есть посольство в Ереване, которое является вторым по величине американским посольством в мире.
По состоянию на 2019 год 49 из 50 штатов США полностью признали Геноцид армян.
Палата представителей США признала геноцид армян 29 октября 2019 года.
Американцев армянского происхождения - около 1 500 000 человек.
США признали независимость Армении 25 декабря 1991 года и открыли посольство в Ереване в феврале 1992 года. Ещё до обретения Арменией независимости в 1991 году, армянское лобби в США представляло интересы Армении. Оно достигло больших успехов в оказании материальной помощи Армении и НКР со стороны американского правительства. Толчком к началу такой помощи стало Спитакское землетрясение. В последующие годы со стороны американского правительства была оказана финансовая помощь на сотни миллионов долларов. В 2000 году финансовая помощь США Армении составила 102,4 миллиона долларов и в пересчете на душу населения уступила только помощи Израилю. Причем в предыдущие годы размер помощи только нарастал на фоне общего сокращения помощи США.
Военная поддержка Армении со стороны Вашингтона в 2005 году составила 5 миллионов долларов. В апреле 2004 года стороны заключили договор о военно-техническом сотрудничестве. В 2005 году США выделили 7 миллионов долларов на модернизацию системы связи Вооружённых Сил Армении.

### Судан
Обе страны установили дипломатические отношения 8 декабря 1992 года. В Судане есть небольшая армянская община, большинство из которых сосредоточено в столице Судана Хартуме.

### Таджикистан
Обе страны установили дипломатические отношения 21 октября 1992 года протоколом.
Армения представлена в Таджикистане через свое посольство в Ашхабаде, Туркменистан и почетное консульство в Душанбе. Таджикистан представлен в Армении через свое посольство в Москве, Россия.
Обе страны являются членами Содружества Независимых Государств, Организации Договора о коллективной безопасности и Зоны свободной торговли Содружества Независимых Государств.
В Таджикистане проживает около 3000 армян.

### Турция
Турция была одной из первых стран, признавших независимость Армении в 1991 году. Несмотря на это, на протяжении большей части 20-го века и в начале 21-го века отношения остаются напряженными, и между двумя странами нет официальных дипломатических отношений по многим причинам. Часть яблока раздора включают неурегулированный карабахский конфликт между Арменией и Азербайджаном (который привел к введению Турцией блокады Армении, которая действует до сих пор), отношение к армянам в Турции, нефтепровод Баку-Тбилиси-Джейхан и  армянские претензии Турции на владение историческими армянскими землями (уступлены им по Карскому договору, договору, который Армения отказывается признавать по сей день, поскольку он был подписан между Советским Союзом и Турцией, а не между Арменией и собственно Турцией). Однако в центре всех споров стоит вопрос, связанный с геноцидом армян.  Убийство и депортация от одного до полутора миллионов армян из Османской империи, организованное младотурками, является запретной темой в самой Турции, поскольку турецкое правительство отказывается признать, что геноцид когда-либо имел место. Однако, поскольку Турция стала кандидатом на вступление в Европейский Союз, ограниченное обсуждение этого события сейчас проходит в Турции. Некоторые в Европейском парламенте даже предложили, чтобы одним из условий вступления Турции в ЕС должно быть полное признание произошедшего геноцидом.
5 июня 2005 года президент Армении Роберт Кочарян заявил, что он готов «продолжить диалог с Азербайджаном для урегулирования нагорно-карабахского конфликта и с Турцией об установлении отношений без каких-либо предварительных условий». Армения также заявила, что она правопреемник Армянской ССР, она верна Карскому договору и всем соглашениям, унаследованным от бывшего советского правительства Армении. Тем не менее, Турция продолжает выдвигать предварительные условия для отношений, настаивая на том, чтобы Армения отказалась от своих усилий по признанию геноцида, чего официальный Ереван не желает делать.
После войны в Южной Осетии между Россией и Грузией в 2008 году Армения и Турция проявили признаки склонности к пересмотру своих отношений.  По данным журнала The Economist, 70% импорта Армении поступает через Грузию. Из-за явно воинственной позиции российского государства экономические связи с Турцией кажутся особенно привлекательными.
По оценкам, сегодня в Турции проживает около 70 000 армян, по сравнению с почти 2 миллионами до начала геноцида армян в 1914 году.
Отношения между Республикой Армения и Турецкой республикой осложнены проблемой признания геноцида армян и поддержкой Турцией Азербайджана в Карабахском конфликте.
Между Арменией и Турцией не существует дипломатических отношений. В 1993 году Турция в одностороннем порядке блокировала армяно-турецкую границу, официально мотивируя это оккупацией азербайджанских районов армянскими войсками. Турецкое правительство обещает открыть границу при условии, что Армения прекратит добиваться международного признания геноцида армян и выведет войска из зоны конфликта в Нагорном Карабахе. Кроме того, Армения до сих пор не ратифицировала Карсский договор, на основании которого проходит современная армяно-турецкая граница. Это позволяет Армении иметь возможность оспорить существующую армяно-турецкую границу.
Турция категорически отрицает наличие исторического факта геноцида армян. По мнению турецких властей имела место «депортация» в условиях Первой мировой войны. Турция признаёт массовую гибель армян, однако указывает, что в том числе были убиты и сотни тысяч мусульман. О необходимости признать геноцид армян говорят лишь отдельные представители турецкой интеллигенции, которые в Турции подвергаются преследованию по 301-й статье Уголовного Кодекса Турции «Оскорбление турецкой идентичности». Геноцид армян признаёт турецкий историк Танер Акчам и лауреат Нобелевской премии Орхан Памук.
10 октября 2009 года главы МИД Турции и Армении Ахмет Давутоглу и Эдвард Налбандян подписали в Цюрихе (Швейцария) «Протокол об установлении дипотношений» и «Протокол о развитии двусторонних отношений». Документы предусматривали создание совместной комиссии из «независимых историков» для изучения вопроса о геноциде армян 1915 года. Однако позже процесс ратификации протоколов парламентами Турции и Армении был заморожен на неопределенное время.

### Туркменистан
У Армении есть посольство в Ашхабаде. У Туркменистана есть посольство в Ереване. Обе страны являются полноправными членами Организации по безопасности и сотрудничеству в Европе. В Туркменистане проживает от 20 000 до 32 000 человек армянского происхождения.

### Другие страны
Дипломатические отношения отсутствуют со следующими странами: Ботсвана, Лесото, Сан-Томе и Принсипи, Южный Судан, Азербайджан, Пакистан (Пакистан не признает Армению), Саудовская Аравия, Турция, Йемен, Венгрия, Барбадос, Тринидад и Тобаго, Маршалловы Острова, Папуа-Новая Гвинея, Самоа, Соломоновы Острова, Тонга.

### Финляндия
До 1918 года обе страны входили в состав Российской империи. Финляндия признала Армению 30 декабря 1991 года. Армению в Финляндии представляет посол-нерезидент (базируется в Стокгольме, Швеция). Финляндия представлена в Армении послом-нерезидентом (базируется в Хельсинки при Министерстве иностранных дел) и почетным консульством в Ереване. В Финляндии проживает около 1000 человек армянского происхождения.

### Франция
Франко-армянские отношения существуют с тех пор, как французы и армяне установили контакт в Армянском королевстве Киликии, и близки по сей день. 2006 год объявлен Годом Армении во Франции.
У Армении есть посольство в Париже и почётные консульства в Лионе и Марселе. У Франции есть посольство в Ереване.
Во Франции проживает около 750 000 армян.
Франция признала геноцид армян в 1998 году.
Постоянный представитель Армении в Совете Европы находится в Страсбурге, Франция.
Постоянный представитель Армении в Международной организации франкоязычных стран находится в Париже, Франция.

### Узбекистан
Обе страны установили дипломатические отношения 27 октября 1995 года протоколом.
Узбекистан представлен в Армении через свое посольство в Москве, Россия.
Обе страны являются членами Содружества Независимых Государств и Зоны свободной торговли Содружества Независимых Государств.
В Узбекистане проживает около 70 тысяч армян.

### Украина
Армяно-украинские отношения длились веками и сегодня остаются теплыми. Отношения между Арменией и Украиной ухудшились после того, как Армения признала спорный референдум в Крыму и его последующую аннексию Россией, а Украина отозвала своего посла в Армении для консультаций. Правительство Украины заявило, что это временно и что дипломатические отношения между двумя странами действительно будут продолжаться.
У Армении есть посольство в Киеве и консульства в Одессе и Ялте. Украина имеет посольство в Ереване и почетное консульство в Гюмри.
Армянский - официальный язык меньшинства в Украине.
По оценкам, в Украине проживает 250 000 армян.
Крым признал геноцид армян в 2005 году.

### Уругвай
Армения представлена в Уругвае через свое посольство в Буэнос-Айресе (Аргентина) и почётное консульство в Монтевидео. Уругвай представлен в Армении через свое посольство в Москве (Россия) и через консульство в Ереване. В Уругвае проживает около 20 000 человек армянского происхождения. Уругвай был первой страной, признавшей геноцид армян 20 апреля 1965 года.

### Швейцария
Посол Армении в Швейцарии находится в Женеве, в представительстве Армении при ООН. У Швейцарии есть посольство в Ереване.
В Швейцарии проживает около 5000 армян.
В 2003 году Швейцария признала геноцид армян.
Представитель Армении во Всемирной торговой организации также находится в Женеве.

### Швеция
Швеция признала геноцид армян в 2010 году.
У Армении есть посольство в Стокгольме. С 2014 года у Швеции есть посольство в Ереване.
В Швеции проживает около 5-8 тысяч армян.
Обе страны являются полноправными членами Совета Европы.

### Чехия
Армения представлена в Чехии через посольство в Праге. Чешская Республика представлена в Армении через посольство в Ереване. Чехия признала геноцид армян. В Чешской Республике проживает около 12 000 человек армянского происхождения.

### Чили
Армения аккредитована в Чили посольством в Буэнос-Айресе, Аргентина, и имеет почетное консульство в Сантьяго. Чили аккредитована в Армении из своего посольства в Москве, Россия, и имеет почетное консульство в Ереване. В 2007 году Чили признала геноцид армян. В Чили проживает около 1600 человек армянского происхождения.

### Эстония
Армения представлена в Эстонии через посольство в Вильнюсе (Литва) и почётное консульство в Таллинне. Эстония представлена в Армении через свое посольство в Афинах (Греция) и через почетное консульство в Ереване. В Эстонии около 3000 армян.

### Эфиопия
Обе страны установили дипломатические отношения 2 декабря 1993 года. Армения представлена в Эфиопии через свое посольство в Каире, Египет. Эфиопия представлена в Армении через свое посольство в Москве, Россия. В мае 2016 года было решено, что Армения откроет посольство в столице Эфиопии Аддис-Абебе. В столице Эфиопии Аддис-Абебе есть небольшая община армян.

### Южная Корея
Установление дипломатических отношений между Республикой Армения и Республикой Корея началось 21 февраля 1992 года.
На консультациях по вопросам политики между Республикой Корея и Республикой Армения будут рассмотрены способы активизации обменов на высоком уровне, поощрения предметного сотрудничества и совместной работы по региональным и глобальным вопросам.
У Армении есть почетное консульство в Сеуле. Республика Корея имеет почетное консульство в Ереване.
Двусторонняя торговля в 2014 г .:
Экспорт: 15 миллионов долларов (текстиль, автомобили).
Импорт: 30 миллиона долларов (корм для животных, резина).
Количество граждан Южной Кореи, проживающих в Республике Армения в 2019 году, составляло около 373 человек.

### Южный Судан
Армения и Южный Судан ещё не установили дипломатические отношения, однако министр иностранных дел Армении заявил, что Армения признаёт Республику Южный Судан в качестве независимого государства 9 июля 2011 года.